# 包相卿
包相卿（1770年10月1日—1839年10月19日），諱國興，字輔廷，號相卿，四川鄰水縣石永鄉人，清代將領。

## 生平
- 嘉慶六年，松潘鎮標鄉勇
- 嘉慶七年，破張天倫於巴州金子寺，斬天倫轂子山下，給藍翎、八品頂戴
- 嘉慶十年，任太平營千總，賞五品頂帶花翎[4]
- 嘉慶十二年，剿瓦石坪叛兵，擢守備
- 嘉慶十五年，任太平營右哨千總
- 嘉慶二十一年，任建昌鎮標左營守備
- 道光四年，任綏寧協左營都司
- 城口營都司
- 道光十年，廣元營遊擊
- 道光十三年，調征臺灣截回[5]，征嘓嚕崖夷巢[6][7]
- 道光十四年，提標中軍參將署懋功協副將
- 道光十五年，加副將銜
- 道光十六年，四川懋功協副將
- 道光十七年，加總兵銜
- 道光十八年，署建昌鎮總兵
- 道光十九年，病歸，九月十三日舟次江安縣卒，年七十三，誥封鎮成將軍[8][9][10][11][12][13][14]